# 金玉盟
《金玉盟》（英語：An Affair to Remember），是加里·格兰特和黛博拉·寇兒於1957年主演的影片，导演是李歐·麥卡瑞。
美国电影学院将这部影片评价为史上最受欢迎的浪漫影片之一。
本片翻拍自同一導演在1939年由Irene Dunne和Charles Boyer主演的影片《瓊樓密約》，本片与《瓊樓密約》的场景几乎完全一樣。兩片劇本相同，均由Delmer Daves和Donald Odgen Stewart撰写。
本片的主題曲《An Affair to Remember (Our Love Affair)》也很受歡迎。由哈利·華倫作曲，Leo McCarey 和 Harold Adamson 作词。片头歌曲由Vic Damone演唱，并且在片中由黛博拉·寇兒所饰演的一个夜总会的歌手所演唱。Marni Nixon是黛博拉·寇兒的代唱，她也曾在影片《國王與我》中为黛博拉·寇兒代唱。

## 情节
尼基·費蘭特（卡萊·葛倫飾）是一个著名的花花公子，對艺术一知半解。一次，他在郵轮SS Constitution上遇见了泰莉·麥凱（黛博拉·寇兒飾）。经过一系列偶然的相遇后，双方建立起友谊。后来，两个人去了法国的一个小村庄拜访了費蘭特的祖母，在美丽明媚的午后，伴着唯美纯净的音乐，两人逐渐坠入爱河。双方都为彼此的感情感到内疚，因为两人都已经与别人订婚。在分别之前，两个人约定，如果双方都能够成功地结束各自的婚约，并且开始一段新的事业，就在6个月之后在纽约的帝国大厦顶楼重聚。
就在约定的那一天，当泰莉匆忙地赶向帝国大厦的时候不幸被一辆车撞倒。由于受伤严重，她被立刻送往医院接受治疗。与此同时，在帝国大厦顶层等待泰莉的尼基并不知道发生了什么事。到了午夜，尼基以為泰莉不会再来，痛苦地离开了帝国大厦，认为泰莉已经拒绝了他。
经过这场车祸，泰莉只能坐在轮椅中。她想隐瞒自己的残疾，所以一直不愿与尼基联系，并當上了音乐教师。一年后，她在与自己的前男友观看一场芭蕾舞剧的时候，又一次遇到了由他的未婚妇所陪伴的尼基。由于泰莉当时坐在自己的座位上，所以尼基并不知道她的残疾。泰莉只能跟尼基说一声你好，然后双方又再次被分开。
尼基最终找到了泰莉的住址。他生气地要求泰莉解释她為何失约，但泰莉只是不断地迴避問题，并且总不离开她坐的沙发。就在尼基即将离开时，他談到他曾画了一幅泰莉的画像，并把它送给了一位坐在轮椅上的女士。这时他突然停下来，意识到泰莉自从谈话开始就一直没有离开过沙发。他一边说着他的故事，一边快步走进她的卧室。随着门的拉开，那幅挂在墙上的画映入眼帘，证实了他的猜测。
最后，两人和好如初。一年前那个漫长的雨夜所发生的一切，此刻变得无比的清晰。

## 主演
- 卡萊·葛倫 - 尼基·費蘭特（Nickie Ferrante）
- 狄波拉·嘉 - 泰莉·麥凱（Terry McKay）
- Richard Denning - 肯尼斯·布萊德里（Kenneth Bradley）
- Neva Patterson - 露意絲·克拉克（Lois Clark）
- Cathleen Nesbitt - 賈儂奶奶（Grandmother Janou）
- Robert Q. Lewis - 他自己的聲音（Himself- Announcer）
- Charles Watts - 奈德·海瑟威（Ned Hathaway）
- Fortunio Bonanova - 庫貝特（Courbet）

## 影響
1993年由 Nora Ephron 執導、湯姆漢克及梅格·萊恩主演的电影《西雅圖夜未眠》(台灣譯名)，靈感正是來自本片。片中出現了《金玉盟》的幾個片段，亦使用了《金玉盟》的主题曲。
1994年，该片又被翻拍，名称改回原来的《Love Affair》。该片由華倫·比提主演、編劇及監製。他的妻子安妮特·班寧則擔當女主角。凯瑟琳·赫本亦有客串演出一個關键角色，亦是她在银幕上的最后一次亮相。
1999年宝莱坞由Aamir Khan和Manisha Koirala主演的电影《Mann》，也受到本片的启发。

## 美国电影学会的表彰
《金玉盟》在AFI百年百大爱情电影中名列第5。同时，加里·格兰特也成為为AFI美国最伟大的男演員的第二名，仅次于堪富利·保加。